# Hortipes fortipes
Espèce
Hortipes fortipes est une espèce d'araignées aranéomorphes de la famille des Corinnidae.

## Distribution
Cette espèce est endémique du Río Muni en Guinée équatoriale,. Elle se rencontre vers Mikomeseng.

## Description
Le mâle holotype mesure 2,03 mm.

## Publication originale
- Bosselaers & Jocqué, 2000 : Hortipes, a huge genus of tiny Afrotropical spiders (Araneae, Liocranidae). Bulletin of the American Museum of Natural History, no 256, p. 1-108 (texte intégral).